# Саратов, Валерий Владимирович
Валерий Владимирович Саратов (укр. Валерій Володимирович Саратов; 31 июля 1953, Рошаль, СССР — 9 декабря 2015, Москва, Россия) — украинский политик, в 2010—2011 годах председатель Севастопольской городской государственной администрации. С 18 июля 2011 года был главой Национальной комиссии регулирования рынка коммунальных услуг Украины.

## Биография
Родился в городе Рошаль Московской области, в том же году переехал в Севастополь. В 1975 году окончил Севастопольский приборостроительный институт по специальности «Автоматика и телемеханика» (квалификация — инженер-электрик), в 1992 году — Российскую академию управления по специальности «теория социально-политических отношений» (квалификация — политолог).
Трудовую деятельность начинал в 1975 году в качестве инженера Харьковского проектного института «Юггипрошахт», в 1976—1977 года был энергетиком цеха на заводе шахтной автоматики города Прокопьевска Кемеровской области. С 1977 по 1988 годы работал на севастопольском заводе «Парус» регулировщиком радиоаппаратуры, мастером, начальником цеха, секретарём парткома.
С 1988 по 1991 годы был вторым секретарём Нахимовского райкома КПУ. В 1991—1992 годах занимал должность заместителя председателя севастопольского горисполкома. С 1992 по 1999 годы возглавлял корпорацию «Морион». С ноября 1999 по июня 2002 года занимал должность председателя Балаклавской районной государственной администрации. С июня 2002 по май 2005 года работал председателем государственной налоговой администрации в Севастополе.
Саратов трижды избирался депутатом горсовета Севастополя, с 15 апреля 2006 года был его главой. 6 апреля 2010 года указом президента Януковича назначен председателем Севастопольской городской государственной администрации. 1 июня 2011 года уволен президентом с должности.
С 18 июля 2011 года назначен Президентом Украины на должность главы Национальной комиссии регулирования рынка коммунальных услуг Украины. После победы Евромайдана подал в отставку и уехал в Севастополь. Уволен с должности Распоряжением Кабинета Министров Украины № 307 от 5 апреля 2014 года. На референдуме о статусе Крыма призвал голосовать за присоединение к России. Был объявлен в розыск новыми украинскими властями по подозрению в государственной измене.
Скончался в Москве.

## Награды
- Орден «За заслуги» III степени (24 августа 2013) — за значительный личный вклад в государственное строительство, социально-экономическое, научно-техническое, культурно-образовательное развитие Украины, весомые трудовые достижения и высокий профессионализм[4].

## Личная жизнь
Женат, имеет двух дочерей Ирина и Елена.